# Olympische Sommerspiele 2020/Teilnehmer (Moldau)
| Gelbes Symbol für Goldmedaillen mit stilisierten Olympischen Ringen | Graues Symbol für Silbermedaillen mit stilisierten Olympischen Ringen | Braundes Symbol für Bronzemedaillen mit stilisierten Olympischen Ringen |
| ------------------------------------------------------------------- | --------------------------------------------------------------------- | ----------------------------------------------------------------------- |
| —                                                                   | —                                                                     | 1                                                                       |

Die Republik Moldau nahm an den Olympischen Spielen 2020 in Tokio mit 20 Sportlern in acht Sportarten teil. Es war die insgesamt siebte Teilnahme an Olympischen Sommerspielen.

## Medaillen

### Medaillenspiegel
| Rang   | Sportart | Gold | Silber | Bronze | Gesamt |
| ------ | -------- | ---- | ------ | ------ | ------ |
| 1      | Kanu     | –    | –      | 1      | 1      |
| Gesamt | Gesamt   | 0    | 0      | 1      | 1      |

### Medaillengewinner
| Name               | Sportart | Wettkampf  |
| ------------------ | -------- | ---------- |
| Bronze             |          |            |
| Serghei Tarnovschi | Kanu     | C-1 1000 m |

## Teilnehmer nach Sportarten

### Bogenschießen
| Athleten                  | Wettbewerb | Qualifikation | Qualifikation | 1. Runde  | 1. Runde | 2. Runde      | 2. Runde      | Achtelfinale  | Achtelfinale  | Viertelfinale | Viertelfinale | Halbfinale    | Halbfinale    | Finale        | Finale        | Rang |
| Athleten                  | Wettbewerb | Ringe         | Rang          | Gegner    | Ergebnis | Gegner        | Ergebnis      | Gegner        | Ergebnis      | Gegner        | Ergebnis      | Gegner        | Ergebnis      | Gegner        | Ergebnis      | Rang |
| ------------------------- | ---------- | ------------- | ------------- | --------- | -------- | ------------- | ------------- | ------------- | ------------- | ------------- | ------------- | ------------- | ------------- | ------------- | ------------- | ---- |
| Frauen                    |            |               |               |           |          |               |               |               |               |               |               |               |               |               |               |      |
| Alexandra Mîrca           | Einzel     | 627           | 51            | Yang X.   | 0:6      | ausgeschieden | ausgeschieden | ausgeschieden | ausgeschieden | ausgeschieden | ausgeschieden | ausgeschieden | ausgeschieden | ausgeschieden | ausgeschieden | 33   |
| Männer                    |            |               |               |           |          |               |               |               |               |               |               |               |               |               |               |      |
| Dan Olaru                 | Einzel     | 648           | 49            | C. Duenas | 0:6      | ausgeschieden | ausgeschieden | ausgeschieden | ausgeschieden | ausgeschieden | ausgeschieden | ausgeschieden | ausgeschieden | ausgeschieden | ausgeschieden | 33   |
| Mixed                     |            |               |               |           |          |               |               |               |               |               |               |               |               |               |               |      |
| Alexandra Mîrca Dan Olaru | Mannschaft | 1275          | 22            | –         | –        | –             | –             | ausgeschieden | ausgeschieden | ausgeschieden | ausgeschieden | ausgeschieden | ausgeschieden | ausgeschieden | ausgeschieden | 22   |

### Gewichtheben
| Athleten     | Wettbewerb              | Reißen  | Reißen | Stoßen  | Stoßen | Zweikampf | Zweikampf | Rang |
| Athleten     | Wettbewerb              | Gewicht | Rang   | Gewicht | Rang   | Gewicht   | Rang      | Rang |
| ------------ | ----------------------- | ------- | ------ | ------- | ------ | --------- | --------- | ---- |
| Frauen       |                         |         |        |         |        |           |           |      |
| Elena Cîlcic | Schwergewicht bis 87 kg | 105 kg  | 8      | 135 kg  | 7      | 240 kg    | 8         | 8    |
| Männer       |                         |         |        |         |        |           |           |      |
| Marin Robu   | Leichtgewicht bis 73 kg | 155 kg  | 3      | 175 kg  | 10     | 330 kg    | 8         | 8    |

### Judo
| Athleten      | Wettbewerb | 1. Runde      | 1. Runde | 2. Runde   | 2. Runde | Achtelfinale | Achtelfinale | Viertelfinale | Viertelfinale | Halbfinale / Trostrunde | Halbfinale / Trostrunde | Finale / Platz 3 | Finale / Platz 3 | Rang |
| Athleten      | Wettbewerb | Gegner        | Ergebnis | Gegner     | Ergebnis | Gegner       | Ergebnis     | Gegner        | Ergebnis      | Gegner                  | Ergebnis                | Gegner           | Ergebnis         | Rang |
| ------------- | ---------- | ------------- | -------- | ---------- | -------- | ------------ | ------------ | ------------- | ------------- | ----------------------- | ----------------------- | ---------------- | ---------------- | ---- |
| Männer        |            |               |          |            |          |              |              |               |               |                         |                         |                  |                  |      |
| Denis Vieru   | bis 66 kg  | S. Nurillayev | 10s2:0s2 | —          | —        | D. Cargnin   | 0s1:1s1      | ausgeschieden | ausgeschieden | ausgeschieden           | ausgeschieden           | ausgeschieden    | ausgeschieden    | 9    |
| Victor Sterpu | bis 73 kg  | Freilos       | Freilos  | M. Estrada | 10:0s1   | T. Butbul    | 0:10         | ausgeschieden | ausgeschieden | ausgeschieden           | ausgeschieden           | ausgeschieden    | ausgeschieden    | 9    |

### Kanu

#### Kanurennsport
| Athleten                    | Wettbewerb | Runde 1      | Runde 1 | Viertelfinale | Viertelfinale | Halbfinale    | Halbfinale    | Finale        | Finale        | Rang   |
| Athleten                    | Wettbewerb | Zeit         | Rang    | Zeit          | Rang          | Zeit          | Rang          | Zeit          | Rang          | Rang   |
| --------------------------- | ---------- | ------------ | ------- | ------------- | ------------- | ------------- | ------------- | ------------- | ------------- | ------ |
| Frauen                      |            |              |         |               |               |               |               |               |               |        |
| Daniela Cociu               | C1-200 m   | 48,338 s     | 3       | 48,594 s      | 6             | ausgeschieden | ausgeschieden | ausgeschieden | ausgeschieden | 24     |
| Maria Olărașu               | C1-200 m   | 50,607 s     | 7       | 49,002 s      | 7             | ausgeschieden | ausgeschieden | ausgeschieden | ausgeschieden | 28     |
| Daniela Cociu Maria Olărașu | C-2 500 m  | 2:06,070 min | 4       | 2:03,434 min  | 2             | 2:05,910 min  | 4             | 2:01,750 min  | 7             | 7      |
| Männer                      |            |              |         |               |               |               |               |               |               |        |
| Serghei Tarnovschi          | C-1 1000 m | 4:02,794 min | 1       | —             | —             | 4:06,635 min  | 2             | 4:06,069 min  | 3             | Bronze |

### Leichtathletik
Laufen und Gehen 
| Athleten         | Wettbewerb | Runde 1 | Runde 1 | Halbfinale | Halbfinale | Finale    | Finale | Rang |
| Athleten         | Wettbewerb | Zeit    | Rang    | Zeit       | Rang       | Zeit      | Rang   | Rang |
| ---------------- | ---------- | ------- | ------- | ---------- | ---------- | --------- | ------ | ---- |
| Frauen           |            |         |         |            |            |           |        |      |
| Lilia Fisicovici | Marathon   | —       | —       | —          | —          | 2:39:59 h | 54     | 54   |

 Springen und Werfen 
| Athleten            | Wettbewerb  | Qualifikation | Qualifikation | Finale        | Finale        | Rang |
| Athleten            | Wettbewerb  | Weite/Höhe    | Rang          | Weite/Höhe    | Rang          | Rang |
| ------------------- | ----------- | ------------- | ------------- | ------------- | ------------- | ---- |
| Frauen              |             |               |               |               |               |      |
| Dimitriana Surdu    | Kugelstoßen | 16,55 m       | 29            | ausgeschieden | ausgeschieden | 29   |
| Alexandra Emilianov | Diskuswurf  | 54,57 m       | 30            | ausgeschieden | ausgeschieden | 30   |
| Zalina Petrivskaia  | Hammerwurf  | 69,29 m       | 17            | ausgeschieden | ausgeschieden | 17   |
| Männer              |             |               |               |               |               |      |
| Serghei Marghiev    | Hammerwurf  | 57,94 m       | 10            | 75,24 m       | 12            | 12   |
| Andrian Mardare     | Speerwurf   | 82,70 m       | 10            | 83,30 m       | 7             | 7    |

### Ringen

#### Freier Stil
Legende: G = Gewonnen, V = Verloren, S = Schultersieg
| Athleten          | Wettbewerb       | Achtelfinale  | Achtelfinale | Viertelfinale | Viertelfinale | Halbfinale    | Halbfinale    | Hoffnungsrunde Halbfinale | Hoffnungsrunde Halbfinale | Hoffnungsrunde Finale | Hoffnungsrunde Finale | Finale        | Finale        | Rang |
| Athleten          | Wettbewerb       | Gegner        | Ergebnis     | Gegner        | Ergebnis      | Gegner        | Ergebnis      | Gegner                    | Ergebnis                  | Gegner                | Ergebnis              | Gegner        | Ergebnis      | Rang |
| ----------------- | ---------------- | ------------- | ------------ | ------------- | ------------- | ------------- | ------------- | ------------------------- | ------------------------- | --------------------- | --------------------- | ------------- | ------------- | ---- |
| Frauen            |                  |               |              |               |               |               |               |                           |                           |                       |                       |               |               |      |
| Anastasia Nichita | Klasse bis 57 kg | O. Adekuoroye | G 2S:8       | E. Nikolowa   | V 3:6         | ausgeschieden | ausgeschieden | ausgeschieden             | ausgeschieden             | ausgeschieden         | ausgeschieden         | ausgeschieden | ausgeschieden | 7    |

#### Griechisch-römischer Stil
Legende: G = Gewonnen, V = Verloren, S = Schultersieg
| Athleten       | Wettbewerb       | Achtelfinale | Achtelfinale | Viertelfinale      | Viertelfinale | Halbfinale | Halbfinale | Hoffnungsrunde Halbfinale | Hoffnungsrunde Halbfinale | Hoffnungsrunde Finale | Hoffnungsrunde Finale | Finale        | Finale        | Rang |
| Athleten       | Wettbewerb       | Gegner       | Ergebnis     | Gegner             | Ergebnis      | Gegner     | Ergebnis   | Gegner                    | Ergebnis                  | Gegner                | Ergebnis              | Gegner        | Ergebnis      | Rang |
| -------------- | ---------------- | ------------ | ------------ | ------------------ | ------------- | ---------- | ---------- | ------------------------- | ------------------------- | --------------------- | --------------------- | ------------- | ------------- | ---- |
| Männer         |                  |              |              |                    |               |            |            |                           |                           |                       |                       |               |               |      |
| Victor Ciobanu | Klasse bis 60 kg | K. Kamal     | G 8:0        | S. Scharschenbekow | G 9:0         | L. Orta    | V 0:11     | —                         | —                         | S. Jemelin            | V 1:12                | ausgeschieden | ausgeschieden | 5    |

### Schießen
| Athleten   | Wettbewerb           | Qualifikation   | Qualifikation | Finale          | Finale        | Ringe/ Scheiben | Rang |
| Athleten   | Wettbewerb           | Ringe/ Scheiben | Rang          | Ringe/ Scheiben | Rang          | Ringe/ Scheiben | Rang |
| ---------- | -------------------- | --------------- | ------------- | --------------- | ------------- | --------------- | ---- |
| Frauen     |                      |                 |               |                 |               |                 |      |
| Anna Dulce | Luftpistole 10 Meter | 557             | 48            | ausgeschieden   | ausgeschieden | 557             | 48   |

### Schwimmen
| Athleten         | Wettbewerb          | Vorlauf     | Vorlauf | Halbfinale    | Halbfinale    | Finale        | Finale        | Rang |
| Athleten         | Wettbewerb          | Zeit        | Rang    | Zeit          | Rang          | Zeit          | Rang          | Rang |
| ---------------- | ------------------- | ----------- | ------- | ------------- | ------------- | ------------- | ------------- | ---- |
| Frauen           |                     |             |         |               |               |               |               |      |
| Tatiana Salcuțan | 100 m Rücken        | 1:01,59 min | 28      | ausgeschieden | ausgeschieden | ausgeschieden | ausgeschieden | 28   |
| Tatiana Salcuțan | 200 m Rücken        | 2:09,98 min | 11      | 2:10,09 min   | 11            | ausgeschieden | ausgeschieden | 11   |
| Männer           |                     |             |         |               |               |               |               |      |
| Alexei Sancov    | 200 m Freistil      | 1:47,46 min | 26      | ausgeschieden | ausgeschieden | ausgeschieden | ausgeschieden | 26   |
| Alexei Sancov    | 200 m Schmetterling | 1:57,55 min | 26      | ausgeschieden | ausgeschieden | ausgeschieden | ausgeschieden | 26   |